# Chã de Lagoa
Chã de Lagoa es una localidad caboverdiana del municipio de Santa Catarina.

## Geografía
La localidad está situada en la isla de Santiago.

## Organización territorial
La localidad abarca los lugares y barrios de:
- Chã de Cruz
- Chã Pereira
- Chão Cabral
- Chão Gomes
- Cutelo
- Lém de Parede
- Lém Gomes
- Lém Monteiro
- Lém Vieira